# Oros Zireia (Kyllini)
Oros Zireia (Kyllini) este o arie protejată (arie de protecție specială avifaunistică — SPA) din Grecia întinsă pe o suprafață de 20.303,2 ha, integral pe uscat.

## Localizare
Centrul sitului Oros Zireia (Kyllini) este situat la coordonatele 37°56′17″N 22°26′06″E / 37.937917°N 22.435015°E.

## Înființare
Situl Oros Zireia (Kyllini) a fost declarat arie de protecție specială avifaunistică în martie 2010 pentru a proteja 27 de specii de animale.

## Biodiversitate
Situată în ecoregiunea mediteraneană, aria protejată nu include niciun habitat protejat.
La baza desemnării sitului se află mai multe specii protejate de  păsări (27): uliu cu picioare scurte (Accipiter brevipes), ciocârlie-de-câmp (Alauda arvensis), fâsă-de-câmp (Anthus campestris), lăstunul mare (Apus apus), buha (Bubo bubo), șorecarul comun (Buteo buteo), caprimulg (Caprimulgus europaeus), șerpar (Circaetus gallicus), lăstun de casă (Delichon urbicum), ciocănitoare cu spate alb (Dendrocopos leucotos), Emberiza caesia, presură de grădină (Emberiza hortulana), Falco eleonorae, șoim călător (Falco peregrinus), vânturel de seară (Falco vespertinus), rândunică (Hirundo rustica), sfrâncioc roșiatic (Lanius collurio), sfrânciocul cu frunte neagră (Lanius minor), Leiopicus medius, ciocârlie de pădure (Lullula arborea), prigoare (Merops apiaster), codobatura galbenă (Motacilla flava), grangur (Oriolus oriolus), vrabie negricioasă (Passer hispaniolensis), viespar (Pernis apivorus), lăstun de mal (Riparia riparia), Tachymarptis melba
Pe lângă speciile protejate, pe teritoriul sitului au mai fost identificate 87 de specii de plante, 3 specii de păsări.